# Hesperocyparis pygmaea
Hesperocyparis pygmaea — вид голонасінних рослин з родини кипарисових (Cupressaceae).

## Морфологічна характеристика

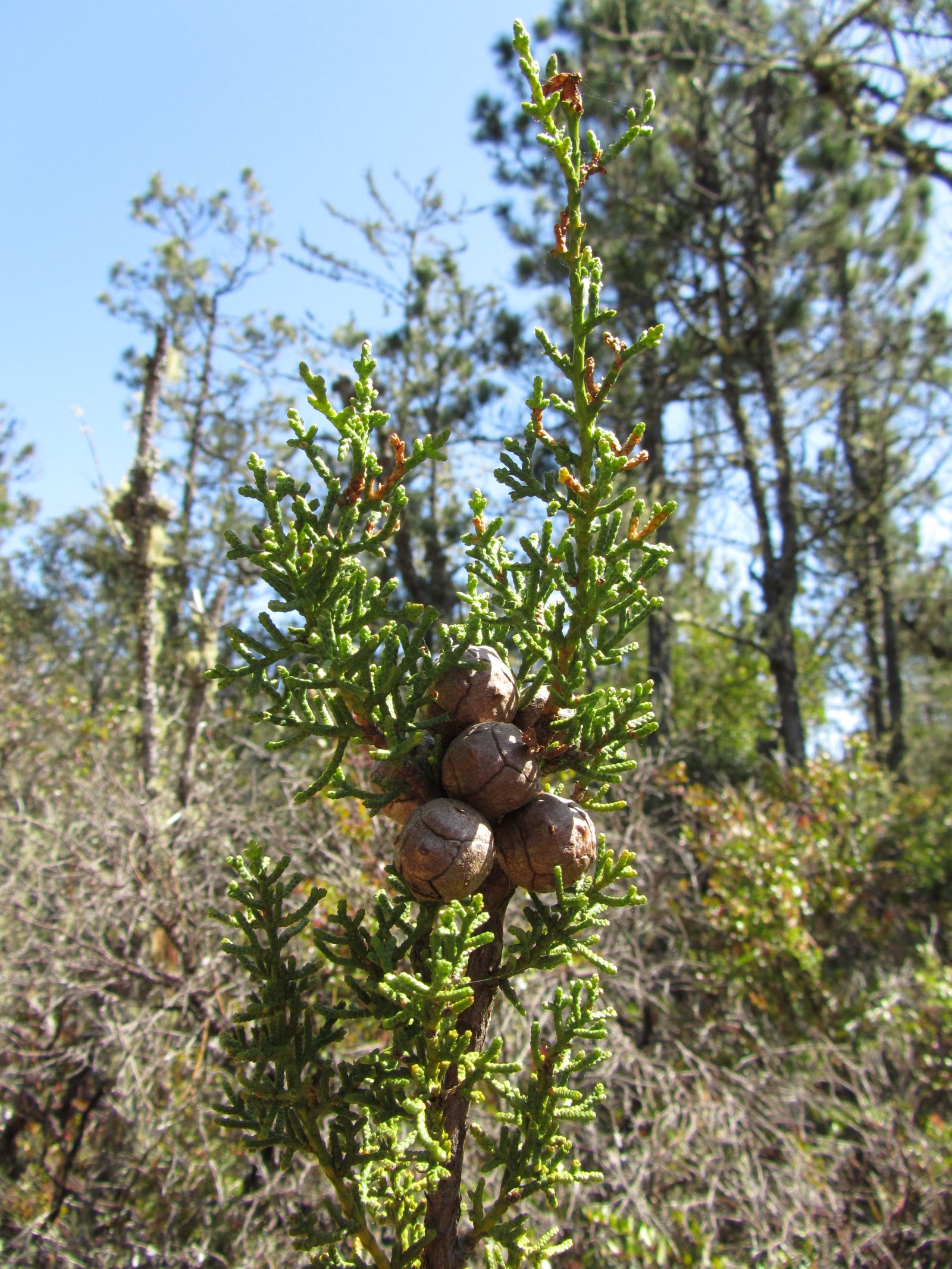

Див. нижче.

## Поширення
Місцем проживання цього виду є Каліфорнія (округ Мендочіно, округ Сонора).
Середовищем проживання є біла рівнина Мендосіно, білий піщаний ґрунт із високою кислотністю, позбавлений поживних речовин, поверх твердої глини. Деякі рослини є карликовими, цвітуть, коли вони висотою менше 1 метра, і зустрічаються з двома соснами (P. contorta та P. muricata), які цвітуть у таких же мініатюрних розмірах.